# П'єтро I Кандьяно
П'єтро I Кандьяно (італ. Pietro I Candiano, 842 — †18 вересня 887) — 16-й венеційський дож.

## Біографія
Належав до роду торгівців, його рід лише у IX ст. став долучатися до політичних процесів. Був обраний на посаду дожа в квітні 887 року, оскільки Джованні II Партичипаціо тяжко захворів. У 887 році дож П'єтро I Кандіано послав війська проти неретвянських слов'ян, які висадилися біля «Слов'янського пагорба» (mons Sclavorum), змусивши слов'ян втікати. Неретвяни зазнали поразки в битві в серпні 887 року під Мокро , а їхні п'ять кораблів були знищені сокирами. Проте 18 вересня 887 року за допомогою хорватського князя Бранимира неретвяни завдали венеційському флоту рішучої поразки, причому під час битви був убитий венеційський дож, а його тіло залишили лежати на полі бою (згодом Андреа Трібуно таємно відвіз тіло до Венеції). Від цього часу до 948 року венеційські хроніки не згадують про конфлікти з хорватами і неретвянами, що означало б, що венеційці запропонували мир і платили їм данину. Поховано у патріаршому собору Св.Євфімії у Градо.
Посаду дожа знову отримав Джованні II Партичипаціо, але вже через кілька місяців відмовився від неї. Новим дожем обирається П'єтро Трібуно.
Син П'єтро I, П'єтро II Кандьяно став дожем у 932 році.